# Eduardo Barazal
Antônio Eduardo Marszolek Barazal (Santos, 29 de junho de 1966), mais conhecido como Eduardo Barazal, é um apresentador de rádio, jornalista e apresentador de televisão brasileiro.
É primo do também jornalista Cláudio Barazal.

## Biografia

### Início da carreira
Antônio Eduardo iniciou a carreira em 1986 como um repórter esportivo. Na televisão, deu os primeiros passos em 1991.

### Como radialista
Iniciou na rádio Anchieta de Itanhaém, bem como passou pela Rádio Cultura e Rádio Guarujá antes de atuar em rádios paulistanas: trabalhou com Osmar Santos na Rádio Record, e passou pela Rádio Gazeta.

### Na imprensa televisiva
Em televisão, atuou na Rede Manchete, na TV Mar e na TVB (atual TV Thathi) bem como no canal por assinatura SporTV.

### Fora do País
Promoveu, ainda, coberturas internacionais: esteve com a Seleção Brasileira (na primeira derrota do treinador Carlos Alberto Parreira quando, em 1990, o Brasil perdeu por 1 x 0 para o Uruguai em Montevidéu) e os principais clubes brasileiros na Taça Libertadores.

### Atualmente
Hoje está na TV Sorocaba, emissora afiliada do SBT em Sorocaba, onde faz o telejornal Manchetes Noticidade e sendo ainda o diretor de jornalismo da emissora. Trabalha também na VTV Santos e Campinas a convite feito por seu primo Cláudio Barazal, emissora na qual apresenta o principal telejornal.

### Destaques da carreira
Possui 30 anos de profissão, a maior parte no jornalismo esportivo, mas sempre esteve ligado a outras áreas, com participação efetiva em coberturas de 6 eleições e 7 carnavais (todos ao vivo).

## Vida pessoal
Possui duas filhas: Andressa e Pietra (esta última, fruto de seu atual casamento com a bancária Selma Tonon).